# Loredano Ugolini
 (avril 2014).
Si vous disposez d'ouvrages ou d'articles de référence ou si vous connaissez des sites web de qualité traitant du thème abordé ici, merci de compléter l'article en donnant les références utiles à sa vérifiabilité et en les liant à la section « Notes et références ».
Pour les articles homonymes, voir Ugolini.
Loredano Ugolini, né le 17 décembre 1927 à Florence en Italie, est un dessinateur de bande dessinée et de livres pour enfants.

## Biographie
Loredano Ugolini débute en illustrant des livres pour enfants chez Salani. C'est Erio Nicolò qui lui fait commencer sa carrière de dessinateur en le faisant entrer chez Universo. Ici, il travaille pour Il Monello (avec le personnage Cristal) et pour les Albi dell'Intrepido avec Billy Bis et beaucoup autres personnages. Dès lors, il y livrera une quantité incroyable de séries qu'on retrouve en France principalement en Petit format chez les éditeurs Jeunesse et Vacances et Mon journal. Il a reçu le prix Lucca Comics en 1997.
Il a dessiné aussi un western, Rocky Rider. 

## Liste des œuvres
Quand rien n'est précisé, c'est publié aux éditions Universo.
- des récits pour Albi dell’intrepido
- quelques épisodes de Rocky Rider.
- Junior dans Il Monello (avec Luigi Grecchi), 1961. Publié en France dans Super J, Zoom et Archie.
- Arès dans L'Intrepido (avec Angelo Saccarello), de 1963 à 1964.
- Atlas dans Il Monello (avec Luigi Grecchi), de 1963 à 1966. En France dans Atoll.
- Kronos l'uomo della seconda preistoria dans L'intrepido. En France dans la revue Kronos, puis dans Rintintin et Titi Poche.
- Lobo Kid dans Furio, éditions Araldo (avec Gian Luigi Bonelli), de 1964 à 1965. En France dans Blek.
- Billy Bis dans L'Intrepido (avec Antonio Mancuso), de 1966 à 1967. En France dans la revue éponyme.
- Cristal dans Il Monello (avec Antonio Mancuso).
- Black Jack. Un western publié chez Mon journal dans les revues Apaches, Pistes Sauvages, El Bravo ou Carabina Slim.
- Tony Gagliardo traduit en France par Flash Spécial dans Brik, Safari ou Akim.
- Rocky del Bronx dans Albo Blitz (avec Antonino Musso), de 1978 à 1983. En France dans Atémi sous le titre Rocky.
- Rox  dans L'Intrepido (avec Raffaele d'Argenzio), de 1983 à 1984.
- Mistral dans L'Intrepido avec Saccarello, de 1984 à 1985.

On lui doit aussi Cœur d'Argent, un western paru dans Robin des Bois et Brian des glaces paru dans Janus Stark.